# Рабида
Ра́бида (Джервис) (исп. Isla Rábida, Jervis) — остров в составе островов Галапагос. Остров также известен под именем Джервис, в честь британского адмирала Джона Джервиса (1735—1823). В Эквадоре остров называют, однако, Рабида.

## География
Его площадь составляет всего 4,99 км², а расположен он к югу от острова Сан-Сальвадор. На Рабиде можно встретить колонии фламинго, морских львов, пеликанов, олушей, шилохвостей и представителей семейства вьюрковых. Из-за высокого содержания окисей железа в вулканической почве, песок Рабиды окрашен в тёмно-красный цвет.

## Туризм
Туристы часто посещают лагуны и песчаные пляжи острова.